# Paratropus congonis
Paratropus congonis är en skalbaggsart som beskrevs av Lewis 1909. Paratropus congonis ingår i släktet Paratropus och familjen stumpbaggar. Inga underarter finns listade i Catalogue of Life.